# گورستان روستای عبدویی
قبرستان روستای عبدویی مربوط به دوره صفوی - دوره قاجار است و در شهرستان کازرون، بخش مرکزی، دهستان دشت برم، جنوب غربی روستای عبدویی واقع شده و این اثر در تاریخ ۳۰ بهمن ۱۳۸۶ با شمارهٔ ثبت ۲۰۹۳۱ به‌عنوان یکی از آثار ملی ایران به ثبت رسیده است.